# Тише-Фон

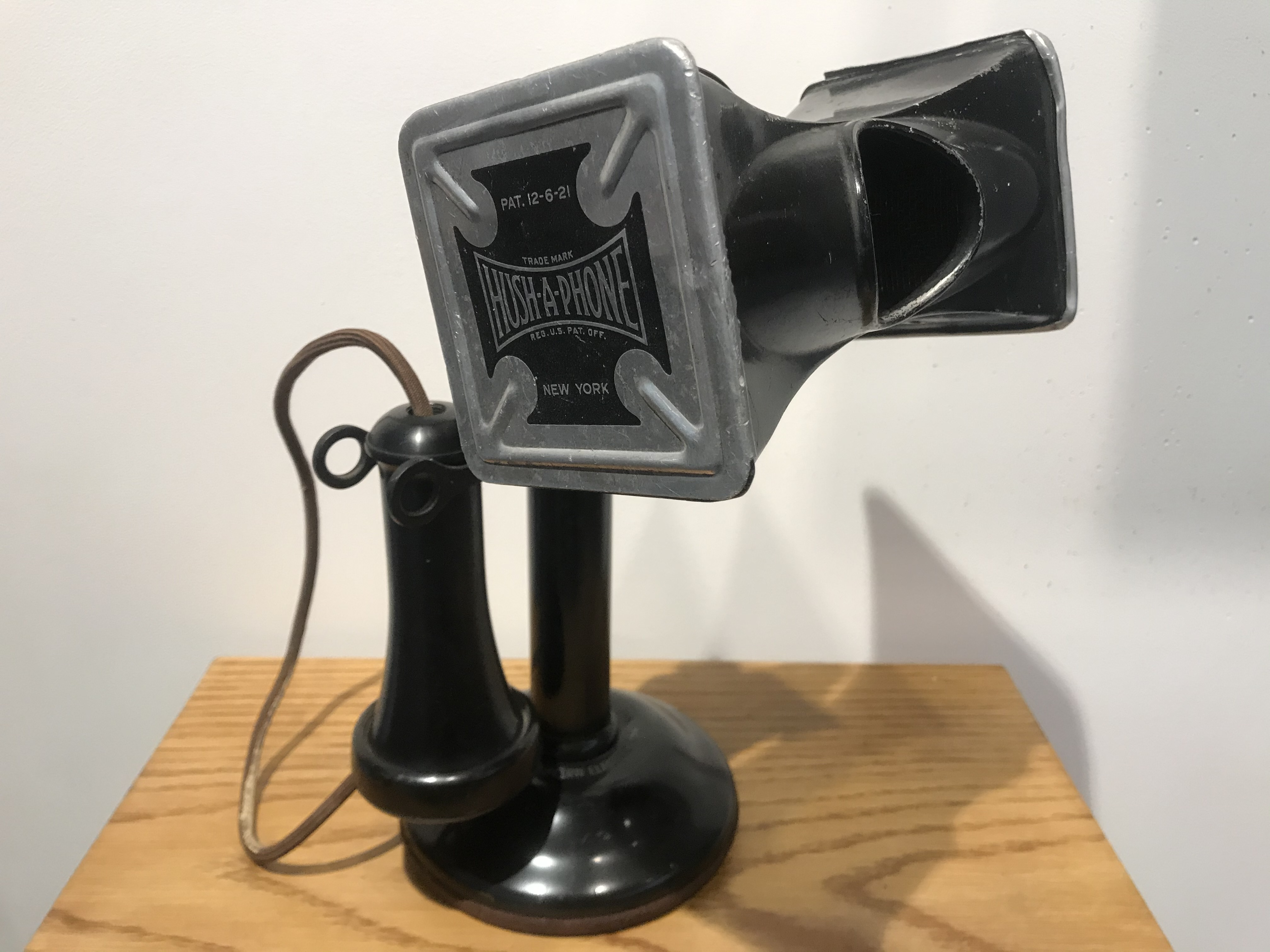
Тише-Фон (Hush-a-Phone) на телефоне-«подсвечнике». Экспонат Музея Истории Телефона.

Тише-Фон (англ. Hush-A-Phone) — устройство, которое присоединялось к телефонному передатчику и служило для защиты сигнала от окружающего шума. Производитель устройства (Hush-A-Phone corporation) в своих объявлениях называло это устройство «подавителем шумов, предназначенным для поддержания приватного разговора, чистой передачи сигнала и для поддержания тишины в офисе». Оно легко присоединялось к любому передатчику и так же легко снималось.
Это устройство стало символом противостояния частной инициативы и устоявшейся монополии, поскольку оно привело к столкновению «Hush-A-Phone corporation» с AT&T, а затем привело к судебному процессу «Hush-A-Phone против Соединённых Штатов».

## История

### История развития 1920—1948
Производство Тише-Фона началось в 1921 году. Первое объявление о его продаже появилось 7 июня 1922 года, и в том же году продажи Тише-фона достигали высоких показателей, по 500 таких устройств в неделю.
Сначала его стоимость составляла 10 долларов, а еще производитель давал абоненту 5-дневный пробный период использования.
В декабре 1922 года капитал компании вырос вдвое, с 250 тысяч до 500 тысяч долларов. В марте 1923 года «Hush-A-Phone Sales Corp» стала называться «Hush-A-Phone Corp». Довольно долго объявления о Тише-Фоне встречались среди рекламы бритвенных принадлежностей, сигар и средств от облысения. С началом Великой Депрессии 1929 года для многих предприятий наступили черные дни, но для Тише-Фона это тяжелое время было отмечено появлением на первой странице «Нью-Йорк Таймс» (The New York Times). Несмотря на все тяготы и лишения Великой Депрессии и Второй Мировой Войны аксессуар успешно продавали. За 27 лет, с 1922 по 1949 год компания продала 125,796 Тишефонов. Очень часто в офисах стояло множество аппаратов, по которым велись диалоги на повышенных тонах, потому аксессуар очень понравился абонентам.
После Второй мировой войны над конструкциями Тише-Фонов работали такие именитые ученые, как Лео Беранек, эксперт в области акустики, и Джозеф Ликлайдер, эксперт в области психоакустики и первопроходец информационной эры. Его работы по восприятию человеком звука многократно цитировались, но впервые свои теории он проверял на практике при помощи Тише-Фона.
Но с ростом популярности и с успехами приходят и новые проблемы. В 1940-х годах президент компании Гарри Таттл (Harry C. Tuttle) стал получать плохие новости. Монтеры корпорации (AT&T) говорили абонентам о том, что такие устройства нарушают монополию их компании, а значит, должны быть удалены. В договорах с AT&T всегда указывалось, что ни одно постороннее устройство нельзя было подключать к аппаратам корпорации «физически, при помощи индукции или иным способом». В противном случае, абонентам угрожали отключением телефона.

### Тяжбы 1948-1957
AT&T установила монополию на услуги телефонной связи в США, и такая политика могла бы послужить приговором для Тише-Фона. Тогда Гарри Таттл подал протест в Федеральную Комиссию по Коммуникациям (Federal Communications Commission) с просьбой разрешить абонентам пользоваться своими аппаратами, как им угодно, и совершенствовать их при желании. Но в 1951 году этот протест был отклонен. Поводом для запрета послужили абсурдные заявления инженеров AT&T о том, что использование Тише-Фона ухудшит качество связи, и что этот запрет вызван исключительно заботой о слухе абонентов.
Это решение возмутило абонентов и научное сообщество. В редакцию газет пошли письма о том, что даже в случае ухудшения связи абоненты будут использовать Тише-Фон, так как он защищает их право на частную жизнь. Таттл предоставил Федеральной Комиссии результаты научных опытов и лабораторных исследований, в ходе которых было доказано, что при использовании Тише-Фона абонент гораздо лучше различает речь собеседника, но лобби AT&T было очень сильным.
Это лживое потакание монополии пытались оспорить, но в 1955 году вышло окончательное решение Федеральной Комиссии, которое назвало претензии производителя Тише-Фона необоснованными, а запреты монополии AT&T вполне законными.
Тогда Гарри Таттл решился на отчаянный шаг, и в 1956 году начался процесс «Hush-A-Phone против Соединённых Штатов». В результате в феврале 1957 года Федеральная Комиссия по Коммуникациям официально разрешила абонентам использовать Тише-Фоны и подобные устройства, а запреты телефонной монополии были объявлены произволом.